# 武氏妆
武氏妆（1992年5月19日—），越南女子羽毛球運動員。

## 簡歷
2010年8月，武氏妆代表越南出戰新加坡夏季青年奧林匹克運動會羽毛球比賽的女子單打項目，贏得一面銅牌。同年11月，武氏妆代表越南出戰廣州亞運會，參加羽毛球比賽的女子單打項目。
2014年8月，武氏妆參加丹麥哥本哈根舉行的世界羽毛球錦標賽，出戰女子單打項目。在首圈擊敗巴西選手後，她在第二圈因對手退賽而自動晉級；但至第三圈面對2號種子、中國的王適嫻，就以0比2（12-21、7-21）落敗，16強止步。
2015年8月，武氏妆參加印尼雅加達舉行的世界羽毛球錦標賽，出戰女子單打項目。她在首圈以2-0輕取尼日利亞選手格雷斯·加布里埃尔晉級，但在第二圈就以1比2（18-21、21-17、12-21）不敵6號種子、中國的王仪涵出局。

## 主要比賽成績
只列出曾進入準決賽的國際賽事成績：
| 年份   | 賽事                     | 公開賽級別 | 項目     | 拍檔   | 成績   |
| ------ | ------------------------ | ---------- | -------- | ------ | ------ |
| 2010年 | 高雄羽球國際挑戰賽       | 國際挑戰賽 | 女子單打 | －     | 準決賽 |
| 2013年 | 新加坡羽毛球國際系列賽   | 國際系列賽 | 女子單打 | －     | 準決賽 |
| 2014年 | 越南羽毛球國際挑戰賽     | 國際挑戰賽 | 女子單打 | －     | 準決賽 |
| 2014年 | 越南羽毛球大獎賽         | 大獎賽     | 女子單打 | －     | 準決賽 |
| 2014年 | 越南羽毛球大獎賽         | 大獎賽     | 女子雙打 | 阮氏森 | 準決賽 |
| 2014年 | 越南羽毛球國際系列賽     | 國際系列賽 | 女子單打 | －     | 冠軍   |
| 2014年 | 越南羽毛球國際系列賽     | 國際系列賽 | 女子雙打 | 阮氏森 | 冠軍   |
| 2015年 | 東南亞運動會羽毛球比賽   | 其他       | 女子單打 | －     | 銅牌   |
| 2015年 | 白夜羽毛球賽             | 國際挑戰賽 | 女子單打 | －     | 冠軍   |
| 2015年 | 越南羽毛球國際系列賽     | 國際系列賽 | 女子雙打 | 阮氏森 | 準決賽 |
| 2015年 | 中華台北羽毛球大獎賽     | 大獎賽     | 女子單打 | －     | 準決賽 |
| 2015年 | 巴林羽毛球國際系列賽     | 國際系列賽 | 女子單打 | －     | 準決賽 |
| 2016年 | 奧地利羽毛球公開賽       | 國際挑戰賽 | 女子單打 | －     | 準決賽 |
| 2016年 | 懷卡托羽毛球國際賽       | 未來系列賽 | 女子單打 | －     | 冠軍   |
| 2016年 | 越南羽毛球國際挑戰賽     | 國際挑戰賽 | 女子單打 | －     | 冠軍   |
| 2016年 | 越南羽毛球國際挑戰賽     | 國際挑戰賽 | 女子雙打 | 阮氏森 | 準決賽 |
| 2016年 | 越南羽毛球國際系列賽     | 國際系列賽 | 女子雙打 | 阮氏森 | 冠軍   |
| 2016年 | 孟加拉羽毛球國際挑戰賽   | 國際挑戰賽 | 女子單打 | －     | 冠軍   |
| 2016年 | 孟加拉羽毛球國際挑戰賽   | 國際挑戰賽 | 女子雙打 | 阮氏森 | 冠軍   |
| 2017年 | 越南羽毛球國際挑戰賽     | 國際挑戰賽 | 女子單打 | －     | 亞軍   |
| 2017年 | 芬蘭羽毛球公開賽         | 國際挑戰賽 | 女子單打 | －     | 準決賽 |
| 2017年 | 越南羽毛球大獎賽         | 大獎賽     | 女子單打 | －     | 亞軍   |
| 2017年 | 馬來西亞羽毛球國際挑戰賽 | 國際挑戰賽 | 女子單打 | －     | 準決賽 |
| 2017年 | 尼泊爾羽毛球國際系列賽   | 國際系列賽 | 女子單打 | －     | 準決賽 |
| 2018年 | 南澳洲羽毛球國際賽       | 國際挑戰賽 | 女子單打 | －     | 準決賽 |
| 2018年 | 雪梨羽毛球國際賽         | 國際系列賽 | 女子單打 | －     | 準決賽 |
| 2019年 | 懷卡托羽毛球國際賽       | 國際系列賽 | 女子單打 | －     | 準決賽 |
| 2019年 | 加納羽毛球國際賽         | 國際系列賽 | 女子單打 | －     | 冠軍   |
| 2019年 | 馬爾代夫羽毛球國際挑戰賽 | 國際挑戰賽 | 女子單打 | －     | 亞軍   |
| 2019年 | 印尼羽毛球國際挑戰賽     | 國際挑戰賽 | 女子單打 | －     | 準決賽 |
| 2019年 | 美國羽毛球國際挑戰賽     | 國際挑戰賽 | 女子單打 | －     | 冠軍   |
| 2022年 | 東南亞運動會羽毛球比賽   | 其他       | 女子團體 | －     | 銅牌   |
| 2022年 | 越南羽毛球公開賽         | 超級100賽  | 女子單打 | －     | 準決賽 |
| 2022年 | 越南羽毛球國際系列賽     | 國際系列賽 | 女子單打 | －     | 亞軍   |
| 2023年 | 泰國羽毛球國際系列賽     | 國際系列賽 | 女子單打 | －     | 準決賽 |
| 2024年 | 越南北江羽毛球國際系列賽 | 國際系列賽 | 女子單打 | －     | 準決賽 |
| 2025年 | 新加坡羽毛球國際挑戰賽   | 國際挑戰賽 | 女子單打 | －     | 準決賽 |

| 2007-2017年 | 首要超級賽 | 超級賽 | 黃金大獎賽 | 大獎賽 | 國際挑戰賽 | 國際系列賽 | 未來系列賽 | 其他 |

| 2018-2026年 | 總決賽 | 超級1000賽 | 超級750賽 | 超級500賽 | 超級300賽 | 超級100賽 | 國際挑戰賽 | 國際系列賽 | 未來系列賽 | 其他 |

### 奧運會和世錦賽參賽紀錄
|          | 2014 | 2015 | 2016       | 2017 | 2018 | 2019 | 2020 | 2021 | 2022 |
| -------- | ---- | ---- | ---------- | ---- | ---- | ---- | ---- | ---- | ---- |
| 女子單打 | 16強 | 32強 | 小組第二名 | －   | 32強 | 16強 | －   | 64強 | 16強 |

## 個人生活
武氏妆的丈夫為越南國家隊的隊友、羽毛球名將阮進明，二人的婚禮在2016年12月26日於胡志明市一家酒店舉行。